# Ibiza (Stadt)
Ibiza, katalanisch Eivissa (deutsch auch Ibiza-Stadt bzw. Eivissa-Stadt), ist die Hauptstadt der spanischen Balearen-Insel Ibiza.

## Name

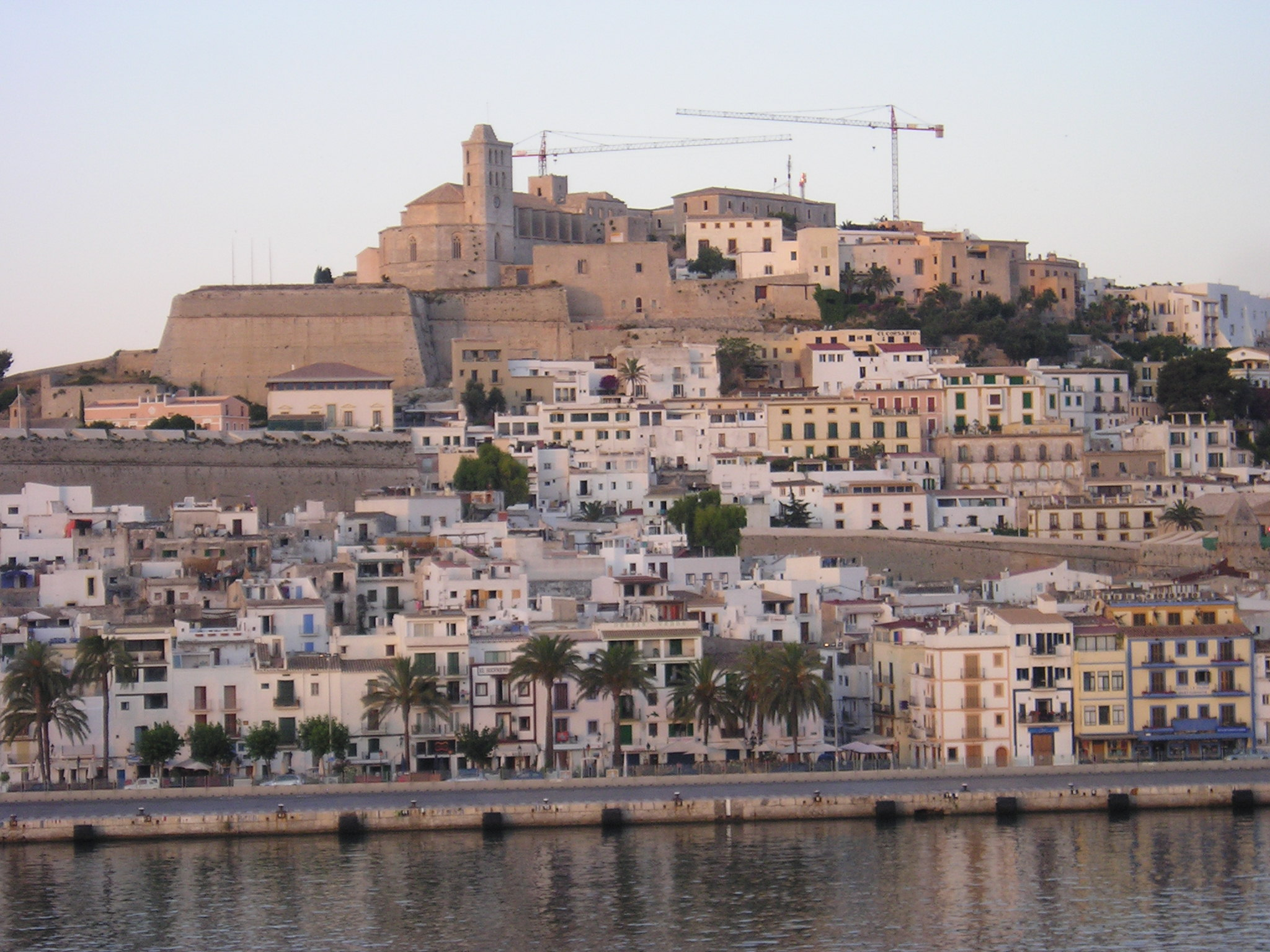
Ibizas Altstadt mit Kathedrale

Der spanische und früher auch amtliche Name der Stadt ist Ibiza. Durch das Gesetz zur Sprachnormalisierung der Balearischen Inseln erfolgte 1979 die Umbenennung in den katalanischen Namen Eivissa. Die einheimische katalanischsprachige Bevölkerung meint mit Eivissa meistens die Insel und nennt die Stadt einfach Vila. International wird weiterhin überwiegend der Name Ibiza verwendet.

## Geografie

### Lage
Ibiza ist eine Hafenstadt an der Südostküste der nach ihr benannten Mittelmeerinsel. Das Gemeindegebiet grenzt im Westen an Sant Josep de sa Talaia, im Nordwesten ein kleines Stück an Sant Antoni de Portmany und im Norden an Santa Eulària des Riu. Ibiza ist flächenmäßig die mit Abstand kleinste, nach Einwohnerzahl jedoch die größte Gemeinde der Insel.
Zentraler Platz ist die Vara de Rey am Fuße der Altstadt, die von Gebäuden aus dem 19. und frühen 20. Jahrhundert umgeben ist. Eine Vara ist ein altes Längenmaß, doch bezieht sich der Name auf den General Joaquín Vara de Rey (1841–1898), an den auf dem Platz ein Denkmal von 1901 erinnert. Die als Dalt Vila bekannte innere Altstadt liegt in erhöhter Lage über der Bucht Baix de sa Penya und wird von einer bis heute vollständig erhaltenen Stadtmauer umgeben. Wichtigster Zugang ist das Stadttor Ses Taules. Von Süden aus im Uhrzeigersinn hat sie die hervorstehenden Bastionen Sant Joan, Santa Llúcia, Santa Tecla, Sant Bernat, Sant Jordi, Sant Jaume und Sant Pere. Ihren höchsten Punkt erreicht die Altstadt bei der Plaça de la Catedral, wo sich das Archäologische Museum, die Casa de La Curia, sowie der Aussichtspunkt Mirador del Rey Jaume I befinden. Von dort eröffnet sich der Blick auf die moderne Ausdehnung der Stadt.

### Klimatabelle
|                        | Jan  | Feb  | Mär  | Apr  | Mai  | Jun  | Jul  | Aug  | Sep  | Okt  | Nov  | Dez  |   |      |
| Mittl. Temperatur (°C) | 11,9 | 12,1 | 13,7 | 15,6 | 18,6 | 22,6 | 25,6 | 26,3 | 23,8 | 20,2 | 15,9 | 13,1 | ⌀ | 18,3 |
| Mittl. Tagesmax. (°C)  | 15,7 | 15,9 | 17,7 | 19,7 | 22,7 | 26,8 | 29,7 | 30,3 | 27,7 | 24,0 | 19,6 | 16,7 | ⌀ | 22,2 |
| Mittl. Tagesmin. (°C)  | 8,1  | 8,3  | 9,6  | 11,4 | 14,6 | 18,4 | 21,4 | 22,4 | 19,9 | 16,5 | 12,3 | 9,5  | ⌀ | 14,4 |
|                        |      |      |      |      |      |      |      |      |      |      |      |      |   |      |
| Niederschlag (mm)      | 37   | 36   | 27   | 31   | 27   | 11   | 5    | 18   | 57   | 58   | 53   | 52   | Σ | 412  |
|                        |      |      |      |      |      |      |      |      |      |      |      |      |   |      |
| Sonnenstunden (h/d)    | 5,2  | 5,9  | 6,8  | 8,2  | 8,8  | 10,0 | 10,8 | 9,8  | 7,9  | 6,6  | 5,2  | 4,9  | ⌀ | 7,5  |
|                        |      |      |      |      |      |      |      |      |      |      |      |      |   |      |
| Regentage (d)          | 4,9  | 5,0  | 3,3  | 4,1  | 3,2  | 1,4  | 0,5  | 1,5  | 4,2  | 5,6  | 5,6  | 5,4  | Σ | 44,7 |
|                        |      |      |      |      |      |      |      |      |      |      |      |      |   |      |
| Wassertemperatur (°C)  | 14   | 13   | 14   | 15   | 17   | 21   | 24   | 25   | 24   | 21   | 18   | 15   | ⌀ | 18,4 |
|                        |      |      |      |      |      |      |      |      |      |      |      |      |   |      |
| Luftfeuchtigkeit (%)   | 75   | 73   | 72   | 70   | 70   | 67   | 67   | 69   | 71   | 73   | 73   | 74   | ⌀ | 71,2 |

| 8,1 |

| 8,3 |

| 9,6 |

| 11,4 |

| 14,6 |

| 18,4 |

| 21,4 |

| 22,4 |

| 19,9 |

| 16,5 |

| 12,3 |

| 9,5 |

| 8,1 |

| 8,3 |

| 9,6 |

| 11,4 |

| 14,6 |

| 18,4 |

| 21,4 |

| 22,4 |

| 19,9 |

| 16,5 |

| 12,3 |

| 9,5 |

### Gliederung
Die Gemeinde Ibiza besteht neben der Kernstadt aus keinen weiteren Ortsteilen:
| Ortsteile                | Einwohner 2008 | geschlossene Ortschaften mit Einwohnerzahl (2008) | Einwohner außerhalb geschlossener Ortschaften (2008) |
| ------------------------ | -------------- | ------------------------------------------------- | ---------------------------------------------------- |
| Ibiza (katalan. Eivissa) | 46.835         | Ibiza (Eivissa) 46.502                            | 333                                                  |

## Geschichte

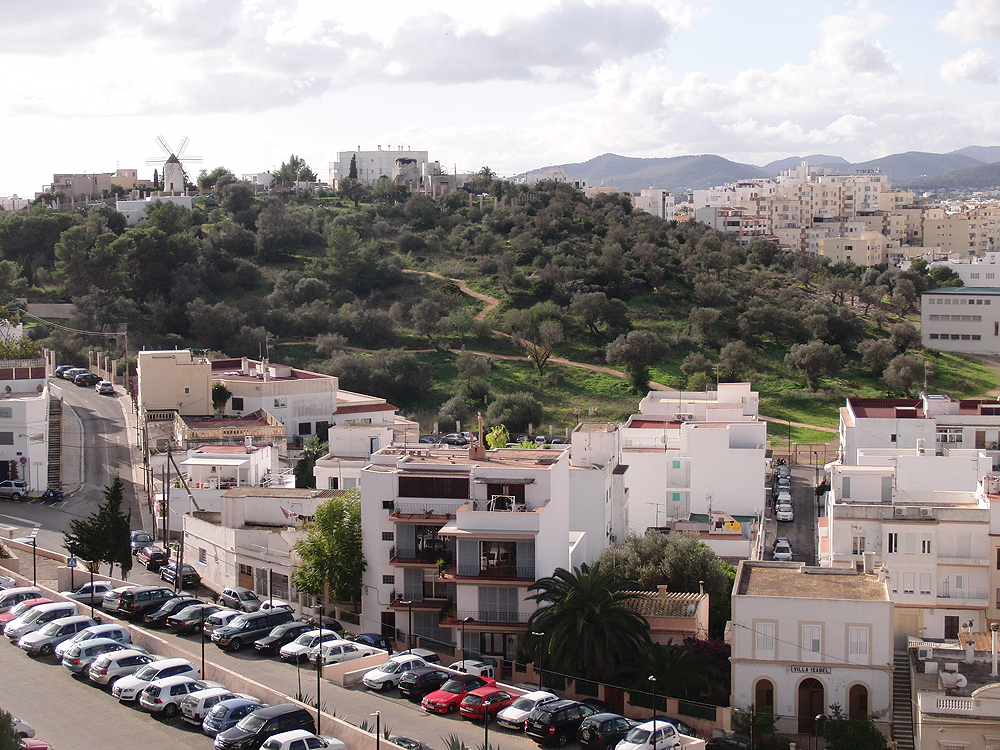
Die Nekropole auf dem Puig des Molins bei Ibiza

Die Stadt wurde im 7. Jahrhundert v. Chr. von den Phöniziern gegründet. Sie nannten sowohl die Stadt als auch die Insel nach dem Gott Bes Ebusim. Von den Phöniziern ist noch eine groß angelegte Nekropole westlich der Altstadt (Dalt Vila), der Puig des Molins („Mühlenhügel“), erhalten, die später auch von den Römern benutzt wurde. Hier wurden mehr als 4000 punische und römische Gräber entdeckt. Dort gefundene Grabbeigaben kann man heute im Museu Monogràfic am Fuß des Hügels besichtigen. Im Januar 2011 wurden bei Bauarbeiten auf der Zitadelle erstmals Reste einer phönizischen Siedlung und eines römischen Tempels freigelegt.
Die massiven Wehrmauern von Dalt Vila (Ober-Stadt), die heute noch das Stadtbild von Ibiza prägen, wurden unter der Maurischen Herrschaft (9. bis 13. Jahrhundert) errichtet. Von den Mauren wurde die Stadt Yabisa genannt. Da die Befestigungen von Dalt Vila gegen die Piratenangriffe und die der Ottomanen nicht ausreichten, wurde die Festung durch Philipp II und den italienischen Ingenieur Giovanni Battista Calvi ausgebaut. In den 1990ern wurden die zum Teil schon stark verfallenen Mauern restauriert. 1999 ist die Altstadt von der UNESCO zum Weltkulturerbe erklärt worden.

## Infrastruktur
Ende Juli 2013 wurde der neue zentrale Busbahnhof CETIS in der Carrer De Sant Cristòfol eingeweiht. Zuvor lagen alle Busendhaltestellen in der Avenida Isidor Macabich. Nur fünf Monate später wurde die zentrale Busstation CETIS wieder geschlossen und die alten Endhaltestellen in der Avenida Isidor Macabich wieder in  Betrieb genommen. Nach wie vor ist nicht bekannt, wann der neue Busbahnhof endgültig eröffnet wird (Stand: Juni 2018).
Aus dem Hafen gehen regelmäßig Fähren nach Barcelona, Palma de Mallorca und Formentera.

## Bevölkerung

### Einwohner
Ein Einwohner der Stadt Ibiza heißt in Katalanisch eivissenc (spanisch ibicenco), eine Einwohnerin eivissenca (ibicenca). Die Bewohner von Stadt und Insel werden im Deutschen als Ibizenker bezeichnet.
In der Stadt Ibiza leben mit 53.717 Einwohnern (Stand: 2024) etwas mehr als ein Drittel der ständigen Inselbewohner. Das Bevölkerungswachstum ist seit Beginn des Massentourismus in den 1960er Jahren recht hoch, sodass sich die Einwohnerzahl zwischen 1960 und 2014 fast verfünffacht hat.
Während das Bevölkerungswachstum anfangs durch den Zuzug von Arbeitskräften vom spanischen Festland bedingt war, so steigt die Einwohnerzahl seit den 1990er Jahren und noch deutlich stärker seit der Jahrtausendwende im Wesentlichen aufgrund der hohen Zuwanderung von Ausländern, vor allem aus Südamerika, Rumänien und Marokko. Als Folge ist der Anteil der Einheimischen in den letzten Jahrzehnten immer weiter zurückgegangen. Heute stammen nur noch 39,5 % der Einwohner gebürtig von den Balearen und 33,6 % aus der Stadt Ibiza.
| Ibiza: Einwohnerzahlen von 1842 bis 2014 | Ibiza: Einwohnerzahlen von 1842 bis 2014 | Ibiza: Einwohnerzahlen von 1842 bis 2014 | Ibiza: Einwohnerzahlen von 1842 bis 2014 | Ibiza: Einwohnerzahlen von 1842 bis 2014 |
| --- | ---------------------------------------- | ---------------------------------------- | ---------------------------------------- | ---------------------------------------- |
| Jahr |                                          |                                          |                                          | Einwohner                                |
| 1842 | 1842                                     |                                          | 5.118                                    | 5.118                                    |
| 1877 | 1877                                     |                                          | 7.567                                    | 7.567                                    |
| 1887 | 1887                                     |                                          | 7.634                                    | 7.634                                    |
| 1900 | 1900                                     |                                          | 6.404                                    | 6.404                                    |
| 1910 | 1910                                     |                                          | 6.657                                    | 6.657                                    |
| 1920 | 1920                                     |                                          | 6.751                                    | 6.751                                    |
| 1930 | 1930                                     |                                          | 7.766                                    | 7.766                                    |
| 1940 | 1940                                     |                                          | 10.502                                   | 10.502                                   |
| 1950 | 1950                                     |                                          | 11.333                                   | 11.333                                   |
| 1960 | 1960                                     |                                          | 10.753                                   | 10.753                                   |
| 1970 | 1970                                     |                                          | 15.642                                   | 15.642                                   |
| 1981 | 1981                                     |                                          | 25.343                                   | 25.343                                   |
| 1991 | 1991                                     |                                          | 29.935                                   | 29.935                                   |
| 2001 | 2001                                     |                                          | 34.826                                   | 34.826                                   |
| 2011 | 2011                                     |                                          | 48.550                                   | 48.550                                   |
| 2014 | 2014                                     |                                          | 49.693                                   | 49.693                                   |
| Quelle(n): Instituto Nacional de Estadística Anmerkung(en): Die höhere Einwohnerzahl in den Jahren 1877 und 1887 ist dadurch bedingt, dass in dieser Zeit Formentera zur Gemeinde Ibiza gehörte. |                                          |                                          |                                          |                                          |

### Nationalitäten
| Herkunft 2014           | gemäß Staats- bürgerschaft | gemäß Geburtsland |
| ----------------------- | -------------------------- | ----------------- |
| Spanier                 | 74,6 %                     | 71,2 %            |
| sonstige Europäer       | 11,4 %                     | 10,1 %            |
| Rumänen                 | 3,8 %                      | 3,4 %             |
| Italiener               | 3,0 %                      | 1,8 %             |
| Franzosen               | 1,0 %                      | 1,1 %             |
| Deutsche                | 0,8 %                      | 0,9 %             |
| Briten                  | 0,6 %                      | 0,7 %             |
| Nord- und Südamerikaner | 9,0 %                      | 13,4 %            |
| Ecuadorianer            | 3,4 %                      | 4,0 %             |
| Paraguayer              | 1,3 %                      | 1,3 %             |
| Argentinier             | 0,9 %                      | 2,9 %             |
| Kolumbianer             | 0,8 %                      | 1,2 %             |
| Brasilianer             | 0,8 %                      | 1,0 %             |
| Uruguayer               | 0,5 %                      | 0,9 %             |
| Afrikaner               | 3,9 %                      | 3,8 %             |
| Marokkaner              | 3,3 %                      | 3,1 %             |
| Asiaten                 | 1,1 %                      | 1,5 %             |

Der Ausländeranteil liegt bei 25,4 % (2014, nur Hauptwohnsitz). Noch 1991 lebten mit 2,3 % nur sehr wenige Ausländer in der Stadt Ibiza. Die Anzahl der Ausländer hat sich allein im Zeitraum von 2000 bis 2008 versiebenfacht. Der Anteil der im Ausland geborenen Personen liegt bei 28,8 %.
|                                  |      |  |        |        |
| 1991                             | 1991 |  | 2,3 %  | 2,3 %  |
| 1996                             | 1996 |  | 3,5 %  | 3,5 %  |
| 1998                             | 1998 |  | 3,9 %  | 3,9 %  |
| 2000                             | 2000 |  | 5,3 %  | 5,3 %  |
| 2002                             | 2002 |  | 12,3 % | 12,3 % |
| 2004                             | 2004 |  | 17,2 % | 17,2 % |
| 2006                             | 2006 |  | 19,8 % | 19,8 % |
| 2008                             | 2008 |  | 24,8 % | 24,8 % |
| 2010                             | 2010 |  | 27,5 % | 27,5 % |
| 2012                             | 2012 |  | 27,6 % | 27,6 % |
| 2014                             | 2014 |  | 25,4 % | 25,4 % |
| Entwicklung des Ausländeranteils |      |  |        |        |

## Söhne und Töchter der Stadt
- Joan Castelló Guasch (1911–1984), katalanischer Verleger und Schriftsteller
- Isidor Marí Mayans (* 1949), Linguist[9]
- Vicente Ribas Prats (* 1968), römisch-katholischer Geistlicher, Bischof von Ibiza
- Paulina Buforn (* 1997), Handballspielerin